# 野田秀
野田 秀（のだ しげる、1932年 - 2023年）は、日本のプロテスタント系東京フリー・メソジスト教会の牧師。長年、東京フリー・メソジスト教会の指導的な立場にあった。

## 経歴
- 1932年 ソウル生まれ
- 東北大学法学部卒業
- 東北大学学生歌「青葉もゆるこのみちのく」作詞者[1]
- イムマヌエル聖宣神学院卒業

## 現在
- 東京フリー・メソジスト教団、東京フリー・メソジスト桜ヶ丘キリスト教会協力牧師

## 著書
- 『教会生活のこころえ』 いのちのことば社
- 『礼拝のこころえ』 いのちのことば社
- 『ルツ物語』 いのちのことば社
- 『仰ぎ見る日々』 いのちのことば社
- 『ヤコブの手紙』 いのちのことば社
- 『いのちの輝き』 いのちのことば社
- 『ひとりの神の前に』 いのちのことば社
- 『御霊の実とキリストの生涯』 いのちのことば社
- 『CS教師のこころえ』 CS成長センター
- 『聖書のおはなし』 シーアール企画
- 『仰ぎ見る生涯』

## 参照元
1. ↑  東北大学　学生歌